# Anthene loa
Anthene loa är en fjärilsart som beskrevs av Embrik Strand 1911. Anthene loa ingår i släktet Anthene och familjen juvelvingar. Inga underarter finns listade i Catalogue of Life.